# Меркел (Техас)
Меркел (англ. Merkel) — місто (англ. town) в США, в окрузі Тейлор штату Техас. Населення — 2471 особа (2020).

## Географія
Меркел розташований за координатами 32°28′11″ пн. ш. 100°0′40″ зх. д. / 32.46972° пн. ш. 100.01111° зх. д. (32.469733, -100.011099).  За даними Бюро перепису населення США в 2010 році місто мало площу 7,24 км², уся площа — суходіл.

## Демографія
Згідно з переписом 2010 року, у місті мешкало 2590 осіб у 1017 домогосподарствах у складі 681 родини. Густота населення становила 358 осіб/км².  Було 1181 помешкання (163/км²).
Расовий склад населення:
| - 87,5 % — білих - 1,1 % — чорних або афроамериканців - 0,3 % — корінних американців - 0,2 % — вихідців з тихоокеанських островів - 0,2 % — азіатів - 9,1 % — осіб інших рас |

До двох чи більше рас належало 1,5 %. Частка іспаномовних становила 17,8 % від усіх жителів.
За віковим діапазоном населення розподілялося таким чином: 25,5 % — особи молодші 18 років, 58,9 % — особи у віці 18—64 років, 15,6 % — особи у віці 65 років та старші. Медіана віку мешканця становила 37,7 року. На 100 осіб жіночої статі у місті припадало 87,8 чоловіків;  на 100 жінок у віці від 18 років та старших — 89,7 чоловіків також старших 18 років.
Середній дохід на одне домашнє господарство  становив 48 251 долар США (медіана — 34 460), а середній дохід на одну сім'ю — 60 004 долари (медіана — 48 417). Медіана доходів становила 36 250 доларів для чоловіків та 29 850 доларів для жінок. За межею бідності перебувало 19,3 % осіб, у тому числі 30,8 % дітей у віці до 18 років та 7,7 % осіб у віці 65 років та старших.
Цивільне працевлаштоване населення становило 1188 осіб. Основні галузі зайнятості: освіта, охорона здоров'я та соціальна допомога — 19,9 %, транспорт — 13,6 %, роздрібна торгівля — 12,9 %.